# Schützengesellschaft Frankenthal

Wappen der Schützengesellschaft

Die Schützengesellschaft Frankenthal e. V. 1582 widmet sich als Schützenverein mit mehr als 400-jähriger Tradition in der vorderpfälzischen Stadt Frankenthal (Rheinland-Pfalz) den verschiedenen Disziplinen des Sportschießens in den Verbänden Deutscher Schützenbund (DSB) und Bund Deutscher Sportschützen (BDS). Die Schützengesellschaft hat etwa 270 Mitglieder.

## Geschichte
Im ausgehenden 16. Jahrhundert gehörte die aufstrebende Gemeinde Frankenthal, die damals etwa 3000 Einwohner zählte, zur Kurpfalz. Nachdem Pfalzgraf Johann Casimir dem Ort im Jahre 1577 die Stadtrechte verliehen hatte, verfügte er 1582 in seiner „Veränderten Ordnung“ für die junge Stadt:

„So geben Wir ihnen (den Bürgern) als Gesellschaft Freyheit und Vergünstigung, wollen auch, dass sie forthin alle Feyr- und Sonntag und sonsten nach Gelegenheit mit Armbrust und Puchsen zum Ziel zu schießen.“

Dass sich daraufhin Frankenthaler Schützen zusammengefunden hätten, ist zwar nicht überliefert, aber es muss recht bald eine Organisierung erfolgt sein, deren Ergebnis auch nach außen drang; denn zehn Jahre später wurden die Frankenthaler von der nahegelegenen Freien Reichsstadt Worms zum „Freyschießen“ eingeladen. Weil offenbar nicht nur am Schießstand „uff der Nachtweid“ geübt wurde, sondern es bei der unkontrollierten Ausübung der Freizeitbeschäftigung auch zu Gefährdungen und Unfällen kam, verhängte die Stadt noch vor dem Ende des 16. Jahrhunderts einen halben Gulden Bußgeld für das unkontrollierte Schießen „auff Spatz, Dauben oder andere Fögel oder auch sonst mit und ohne Bley“.
Die 1600 errichtete Stadtmauer und der 1618 ausbrechende Dreißigjährige Krieg lenkten allerdings das Interesse der Frankenthaler Schützen auf die Verteidigung der Stadt, deren Einwohner überwiegend protestantisch waren wie das Herrscherhaus der Kurpfalz. Dreimal gelang es auch durch den Einsatz der Schützen, die Befestigungen gegen angreifende Truppen zu verteidigen: Ohne Erfolg abziehen mussten 1621 die Spanier unter General Córdoba, 1622 die Kaiserlichen unter Oberbefehlshaber Tilly und 1644 die Franzosen.
Nach dem Ende des Pfälzischen Erbfolgekriegs (1697) besannen sich die Frankenthaler Schützen wieder auf den Freizeitwert ihrer Nebenbeschäftigung. Die Schützenmeister Johann Melchior Bayer und Johann Reinhard Frank waren ab 1700 um die Wiederbelebung des Schützenwesens bemüht. Geschossen wurde zunächst an zwei Plätzen, nämlich bei der „Windtmühl“ im Westen der Stadt, wo später das KBA-Werksgelände entstand, sowie hinter der „neuen Gass“, dem jetzigen Schaffnereiplatz im Südosten des Stadtkerns. 1716 setzten die Schützen den Neubau eines Schießhauses durch. Dort fand 1756 ein Festschießen statt anlässlich der 135-Jahr-Feier der Verteidigung Frankenthals gegen die Spanier 1621. 1772 erneuerte Kurfürst Carl Theodor die Garantien und Privilegien, die seine Vorgänger den Frankenthaler Schützen gewährt hatten.
Die Nachwirren der Französischen Revolution, die Herrschaft Napoleon Bonapartes und ab 1816 der Machtübergang in der Pfalz an das Königreich Bayern bewirkten, dass die Schützengesellschaft Frankenthal jahrzehntelang wenig Aktivität zeigte, doch immerhin hatte 1832 ein neues Schießhaus im Osten der Stadt errichtet werden können. Es stand am heutigen Schützenweg, die Schießstände verliefen entlang des Frankenthaler Kanals bis zur Straße Am Kugelfang.
Die zweite Hälfte des 19. Jahrhunderts wurde durch den Malzfabrikanten Johann Back geprägt, der 42 Jahre lang bis zu seinem Tod 1901 Oberschützenmeister war. Mit den Zinsen aus seinem Vermächtnis von 4000 Mark wurde alljährlich ein Silberbecher finanziert, der unter den Vereinsmitgliedern ausgeschossen wurde. Heute existiert zwar die Stiftungssumme nicht mehr, aber um den Back-Becher wird noch immer jedes Jahr geschossen, wenngleich er silbern nur noch aussieht.
Ein Höhepunkt in der Geschichte des Vereins war ein einwöchiges Schützenfest, das im Sommer 1907 zur 325-Jahr-Feier der Schützengesellschaft unter der Schirmherrschaft des Prinzen und späteren Königs Ludwig von Bayern gefeiert wurde. Kaiser Wilhelm II. hatte zu diesem Ereignis einen Ehrenpreis gestiftet und Prinz Ludwig aus Bayern Böllerschützen geschickt, die das Fest traditionell „anböllern“ mussten. Der Aufbau einer vereinseigenen Salut- und Böllerabteilung wurde daraufhin angegangen, scheiterte jedoch 1914 mit dem Ausbruch des Ersten Weltkriegs.
Nach rund hundert Jahren wurde das Gelände am Schützenweg aufgegeben und von 1931 bis 1933 in der Mahlastraße ein neues Schützenhaus mit Schießanlage gebaut, das gegen Ende des 20. Jahrhunderts unter Denkmalschutz gestellt wurde. 1980 erfolgte die Neukonstruktion einer vollständig geschlossenen Anlage, die 1995 letztmals umgebaut und modernisiert wurde.
Am 23. September 2007 feierte die Schützengesellschaft Frankenthal ihr 425-jähriges Bestehen.
2015 wurde der Aufbau einer Böllerabteilung Ludwig von Bayern beschlossen und Alexander Wieser zum Kommandanten gewählt. Die Abteilung, die Mitglied im Böllerschützenverband des Pfälzischen Sportschützenbundes ist, hatte 2018 zwölf Mitglieder. Sie verfügt über Hand-, Schaft- und Standböller sowie eine 35-mm-Modellvorderladerkanone und eine historische 50-mm-Feldkanone.
2019 übernahm Christian Baldauf das Amt des „Ehrenböllerkommandanten“.
Das ebenerdige Schützenhaus samt Restaurant brannte in der Nacht vom 10. auf den 11. Juli 2019 vollständig aus; lediglich die unterirdischen Anlagen blieben weitgehend unversehrt. Die Polizei bezifferte den Brandschaden auf eine Million Euro, die Feuerwehr ging von einem Totalverlust aus und sperrte die Ruine wegen Einsturzgefahr.
Der Millionenschwere Wiederaufbau wurde 2020 von der Mitgliederversammlung beschlossen. Im Dezember 2022 wurde Richtfest gefeiert.

## Technische Ausstattung

### Voraussetzungen
Das Schützenhaus Frankenthal in der Mahlastraße lag anfangs weit außerhalb der Stadt, etwa einen Kilometer südlich des Speyerer Tores; die Ausfallstraße stellt die Verlängerung der innerstädtischen Speyerer Straße dar. Inzwischen wurde die Anlage von der Besiedelung überholt und ist rundum von Wohnbebauung umgeben. Trotzdem gibt es keine Lärmemissionen, da die Schießstände größtenteils unterirdisch angelegt sind.

### Schießstände
An den unterschiedlich langen Schießbahnen können nahezu alle Disziplinen nach der Sportordnung des DSB und des BDS ausgetragen werden:
- Am einfachsten gebaut war der 10-Meter-Schießstand für Druckluftwaffen, der ebenerdig im südlichen Teil des alten Schützenhauses untergebracht war. Hier wurde auf elektronische Scheiben mit Computerauswertung oder mit sogenannten Lichtgewehren geschossen. Diese Einrichtungen fielen dem Brand von 2019 zum Opfer, alle anderen liegen unter der Erde und blieben verschont.
- Die 50-Meter-Halle verfügt über acht Bahnen und ist mit einer Zuganlage zum Einholen und Ausbringen der Zielscheiben ausgestattet. Drei Stände sind mit Computerauswertung ausgestattet. Sechs Bahnen sind neben den Standard-50-m-Diszipinen besonders für das Westernschießen beider Verbände geeignet. Der gesamte Stand lässt sich auch für den Sommerbiathlon umrüsten.
- Direkt benachbart sind die beiden 25-Meter-Kurzwaffenstände mit jeweils fünf Bahnen, vorwiegend für die olympischen Disziplinen Sportpistole, Sportrevolver und Schnellfeuerpistole, aber auch Großkaliberpistole/Revolver und Flinte. Hier stehen jeweils eine Zeitsteueranlage für das Duellschießen und eine Fallscheibenanlage zur Verfügung.
- Der 100-Meter-Gewehrstand mit zwei Bahnen nimmt die gesamte Tiefe des Vereinsgeländes in Anspruch. Er reicht von der Grundstücksgrenze im Westen an der Mahlastraße unter dem Schützenhaus hindurch bis zur Ostgrenze am Pilgerpfad.

## Sportliche Erfolge
Aktuell ist die Schützengesellschaft Frankenthal in nahezu allen Disziplinen bis hinauf auf die rheinland-pfälzische Landesebene vertreten. In der Vergangenheit stellte die Schützengesellschaft zwei Olympiateilnehmer, andere Mitglieder wurden Deutsche Meister oder gehörten der Nationalmannschaft an. Besonders erfolgreich waren:
- Rolf König, bis 1939 Mitglied der deutschen Nationalmannschaft, Teilnehmer an den Olympischen Spielen 1936 in Berlin
- Edith Ewald geb. Vogel, 1965 Deutsche Meisterin mit der Sportpistole
- Norbert Hofmann, 1982 mit 19 Jahren Bronzemedaillengewinner im Skeet bei den Weltmeisterschaften in Caracas, Olympiasechster 1984 in Los Angeles, 1985 Deutscher Meister
- Stephanie Lang, 1987 Teilnehmerin an den Europameisterschaften im Kleinkaliber-Dreistellungskampf, bis 1989 Mitglied der Junioren-Nationalmannschaft
- Falk Maron, 2008 fünffacher Deutscher Meister in den Kurzwaffendisziplinen des BDS[5][6]
- Frank Ziehl, 2013 2. Platz bei der Europäischen Heckler & Koch-Trophy, 2016 Deutscher Vizemeister mit dem Selbstladegewehr BDS, 2017 Deutscher Meister BDS mit dem Selbstladegewehr 100 m Fertigkeit,[7][8] 2022 Deutscher Meister BDS mit dem Selbstladegewehr 100 m Fertigkeit[9]
- Peter Michl, 2022 Deutscher Meister BDS 50m Präzision -Freie Klasse- (Freies Sportgewehr .17 HMR)[10], 2024 Deutscher Meister BDS 50m Präzision -Zielfernrohrgewehr für Kurzwaffenpatronen und Deutscher Vizemeister BDS 50m Präzision -Sportgewehr Selbstlader für Kurzwaffenpatronen mit optischer Visierung-[11]
- Alexander Wieser. 2023 Landesrekord PSSB Selbstladegewehr 50m[12], 2023 Deutscher Vizemeister BDS Perkussionsrevolver[13], 2023 Deutscher Meister BDS Perkussionspistole.[14]

## Pokalwettbewerb

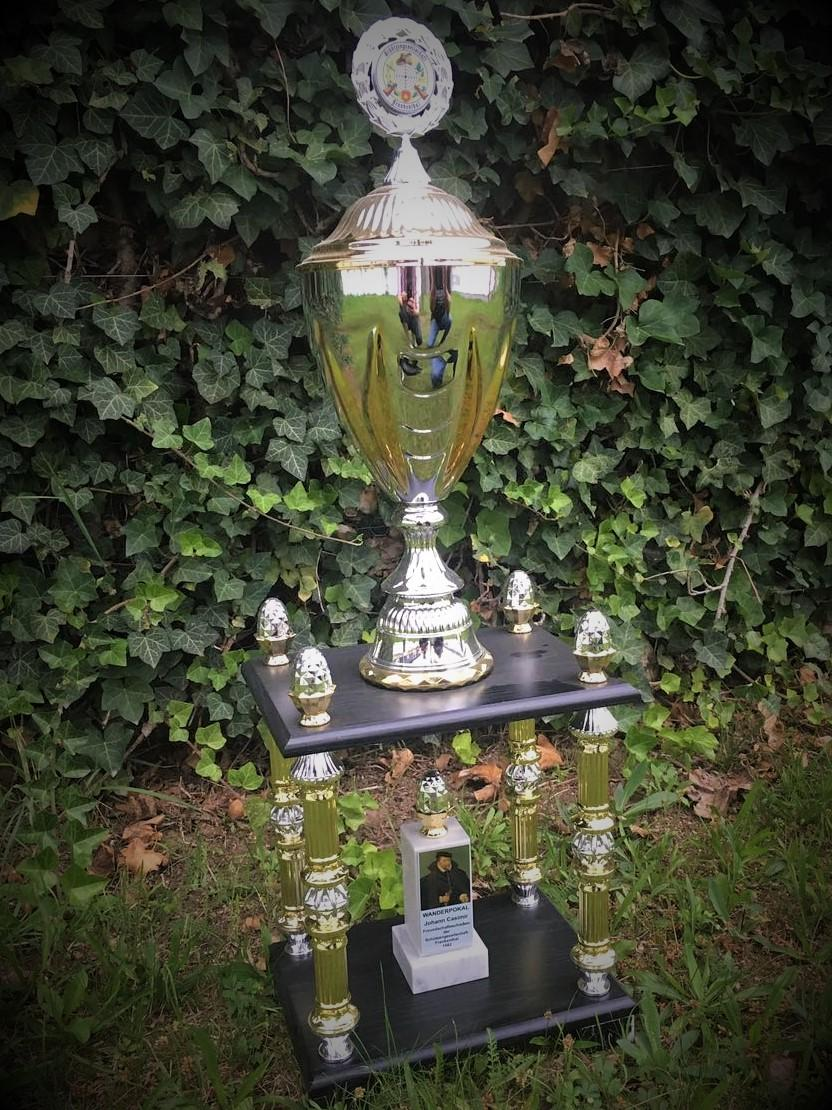
Johann-Casimir-Pokal

Auf Initiative des Sportleiters Peter Michl wird seit 2016 jährlich Mitte November ein Pokalwettbewerb ausgetragen, der Johann-Casimir-Pokal, der nach dem früheren Pfalzgrafen Johann Kasimir benannt wurde. Die Ausschreibung erfolgt europaweit und verbandsfrei. Bei der Austragung schießt ein Viererteam die Disziplinen 2.5x des DSB und ZG50 des BDS. Das jeweils schlechteste Einzelergebnis wird gestrichen, die Gesamtringzahl zusammengezählt.
Im Rahmen des Mannschaftspokals werden jedes Jahr mehrere Einzelwettkämpfe veranstaltet.
| Jahr | Mannschaft     | Ergebnisse           |
| ---- | -------------- | -------------------- |
| 2016 | SG Frankenthal | 1953 von 2200 Ringen |
| 2017 | SG Frankenthal | 1502 von 1650 Ringen |
| 2018 | SG Frankenthal | 1504 von 1650 Ringen |
| 2019 | SG Frankenthal | 1515 von 1650 Ringen |
| 2021 | SG Frankenthal | 1487 von 1650 Ringen |
| 2022 | SG Frankenthal | 1490 von 1650 Ringen |